# Бабка плоска
Бабка плоска (Libellula depressa) — вид бабок родини справжніх бабок (Libellulidae).

## Поширення
Вид поширений в Європі, Центральній Азії, Туреччині та на Близькому Сході. Присутній у фауні України.

## Опис
Тіло завдовжки до 4,5 см, розмах крил до 7 см, черевце завдовжки 22—28 мм. Груди жовтувато-коричневі, зверху з двома світло-жовтими або зеленими поздовжніми смугами. В основі передніх і задніх крил є трикутна чорна пляма. Черевце розширене і сплощене, у самців густо вкрите блакитним пилком, у самок жовтувато-коричневе, з чорними бічними лініями. Очі згори коричневі, знизу жовтувато-зелені.

## Спосіб життя
Плоскі бабки літають від початку травня до серпня. Імаго трапляються поодинці або маленькими групами (3—5 особини). Дорослі особини часто сидять на водних рослинах і виглядають здобич. Самиці відкладають яйця безпосередньо в воду. Личинки масивні, живуть на дні дрібних стоячих або слабо проточних водойм з глинистим або мулистим дном. У сухі періоди такі водойми іноді пересихають, личинки в цей час зариваються в мул і перечікують сухий період до нових дощів. Тривалість розвитку личинок до 2 років.